# Зоровавель перед Дарием
«Зорова́вель пе́ред Да́рием» — картина голландского художника Николауса Кнюпфера из собрания Государственного Эрмитажа.

## Описание
Картина написана на дубовой доске и иллюстрирует ветхозаветный сюжет, описанный в неканонической Второй книге Ездры (3:4—24, 4:1—41): телохранители персидского царя Дария поспорили о том, что сильнее всего. Украшенный виноградными листьями защищал силу вина. Телохранитель в красном плаще и короне стоял за царскую власть. И третий телохранитель, по имени Зоровавель, восхвалял силу женщин и истины. Над ним на облаках изображена аллегорическая фигура Истины с весами в руках в окружении ангелов-путти, трое из которых держат перед Истиной раскрытую книгу — символ мудрости и правды — с нечитаемой надписью латинским шрифтом. Женская фигура со свитком в руках рядом с Дарием является персонификацией страны Персии. Слева на подножии трона стоит подпись художника: NKnupfer (NK — лигатурой).
Слева внизу белой краской нанесён номер 120 — под этим номером картина значилась в описях Павловского дворца; в правом нижнем углу красной краской написан номер 78 — его значение невыяснено. По периметру картины имеются значительные потёртости от рам, правый нижний уголок доски отколот. На обороте картины стоит красная сургучная печать императора Павла I и стоит наклейка с надписью «ПДМ 1919» (Павловский дворец-музей).

## История создания
Точная дата создания картины неизвестна, в каталоге-резоне творчества художника, составленном в 2005 году Джо Сакстон, говорится что картина написана после 1644 года, эта датировка поддержана и в Эрмитаже.
Ранняя история картины неизвестна, первое упоминание о ней относится к 10 мая 1764 года — картина фигурировала на аукционе в Бонне при распродаже собрания курфюрста Клеменса Августа Баварского, где её купил придворный советник Броггиа. В конце XVIII века картину приобрёл император Павел I и она находилась в Павловском дворце. В конце 1920-х годов предполагалась к продаже за границу и была выдана в контору «Антиквариат», однако продажа не состоялась и в 1931 году картина передана на хранение в Эрмитаж.
Первоначально картина носила название «История Артаксеркса», впоследствии сюжет трактовался как «Даниил, защищающий Сусанну от клеветы» и «Аллегория правосудия». Правильную атрибуцию сюжета картины сделал Ю. И. Кузнецов в 1974 году. В Нидерландах принята несколько другая трактовка сюжета «Зоровавель у Дария просит разрешения восстановить Иерусалимский храм».